# Pauvre France !
Pauvre France ! est une comédie en deux actes de Sam Bobrick et Ron Clark adaptée en français par Jean Cau.  La pièce originale (Norman, Is That You?) est créée  à Broadway le 19 février 1970 au Lyceum Theatre et rencontre peu de succès. Une version cinématographique sera tournée en 1976, qui sortira en France en 1978 ("Norman la Folle").
L’adaptation française de la pièce est jouée en 1971 dans une mise en scène de Michel Roux au théâtre Fontaine avec Jacques Fabbri et Bernard Giraudeau. Au contraire de l’original américain, la pièce rencontre alors un grand succès populaire et sera reprise en 1982 au théâtre du Palais-Royal avec Jean Lefebvre, Georges Beller, François Duval, Annick Alane, Nadine Capri. Un enregistrement est effectué en 1982 et sera diffusé plusieurs fois à la télévision.
La pièce est à nouveau représentée en 2011 dans une mise en scène de Bernard Menez au théâtre de l’Alhambra avec Fabrizio, Xavier Bernard, Karine Lyachenko, Elisa Menez.

## Personnages
- Victor Tabouré : le père de Michel Tabouré (Jean Lefebvre)
- Béatrice Tabouré : la mère de Michel Tabouré (Annick Alane)
- Michel Tabouré : le fils de Victor et Béatrice Tabouré (François Duval)
- José Pilette : le petit ami de Michel (Georges Beller)
- Martine : la prostituée (Nadine Capri)

## Argument
En province, un sexagénaire conservateur vient d’apprendre l’infidélité de sa femme, partie à Kitzbühel avec son amant. Il monte donc à Paris s'installer pour quelques jours chez son fils, mais trouve dans l'appartement un homme inconnu, et finit par comprendre qu'il s'agit du petit ami de son fils, qui est donc homosexuel, ce qu'il ignorait. Après un instant de sidération, l'austère père de famille sympathise avec le jeune homme, à la grande surprise de sa femme et de son fils.
Le caractère homophobe de cette pièce est controversé : certes, le personnage joué par Georges Beller se conduit de manière caricaturalement efféminée. Cependant, celui qui se trouve être son beau-père accepte finalement la situation et sympathise avec son gendre, ce qui n'était pas si évident dans les années 1970.